# Olive Dennis

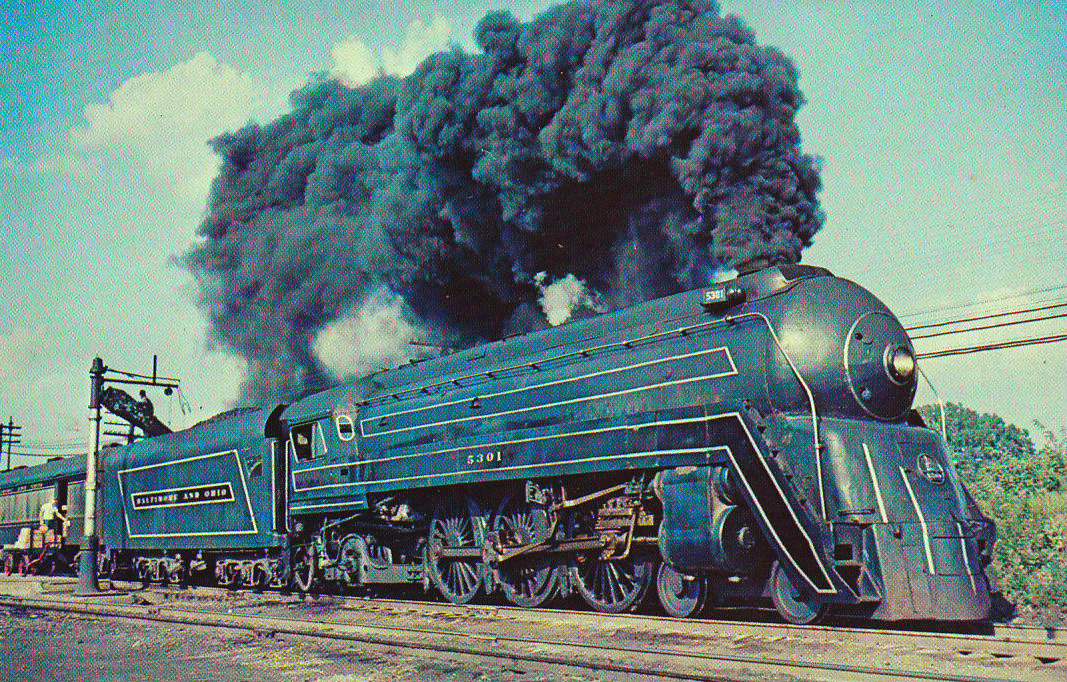
El Cincinnatian de la compañía Baltimore and Ohio en1956

Olive Wetzel Dennis (Thurlow, Pensilvania, 20 de noviembre de 1885 - Baltimore, Maryland, 5 de noviembre de 1957) fue una ingeniera cuyas innovaciones en el diseño cambiaron la naturaleza de los viajes en tren. Nacida en Thurlow, Pensilvania, creció en Baltimore.

## Biografía
Se licenció en Artes en el Goucher College en 1908, y un título de máster en matemáticas de la Universidad de Columbia al año siguiente. Después de enseñar en Wisconsin, decidió estudiar ingeniería civil y estudió en la Universidad de Cornell, consiguió su título en solo un año.
En 1920, se convirtió en la segunda mujer en obtener un título de Ingeniería Civil de Cornell. Fue contratada ese año como dibujante por la compañía de ferrocarriles americana Baltimore y Ohio Railroad (B&O) para diseñar puentes, el primero de los cuales fue en Painesville, Ohio. Al año siguiente, Daniel Willard,  presidente del ferrocarril observó que, dado que la mitad de los pasajeros del ferrocarril eran mujeres, la tarea de las mejoras de ingeniería en el servicio sería mejor manejada por una ingeniera. Dennis se convirtió en el primer "ingeniero de servicio" cuando B. & O. creó el puesto. El historiador de ingeniería Kurt H. Debus la describió como el primer "ingeniero de servicio" en Estados Unidos. Más adelante en su carrera, B&O le encargó a Dennis el diseño de un tren completo que incorporara todas sus innovaciones. Este tren, el Cincinnatian, fue considerado "the crowning glory of her career" (el punto culminante de su carrera) por la historiadora Sharon Harwood. Fue elegida miembro de la British Women's Engineering Society en 1931. Se retiró en 1951 siendo la primera mujer en convertirse en miembro de la Asociación Americana de Ingeniería del Ferrocarril.

## Innovaciones
Entre las innovaciones que Dennis introdujo en los trenes de pasajeros se encontraban asientos que podrían reclinarse parcialmente; tapicería resistente a las manchas en turismos; vestidores más grandes para mujeres, provistos de toallas de papel gratuitas, jabón líquido y vasos para beber; luces de techo que podrían atenuarse por la noche; respiraderos de ventanas individuales, el ventilador Dennis, que ella patentó, para permitir que los pasajeros tomaran aire fresco; y, más tarde, compartimentos con aire acondicionado. Otras empresas ferroviarias imitaron a la B&O Railroad en los años siguientes; los autobuses y las aerolíneas tuvieron que mejorar su nivel de comodidad para competir con los ferrocarriles. 
Su legado, que supuso la incorporación de estas innovaciones y comodidades, es en gran medida desconocido fuera de la comunidad ferroviaria. Sus patentes de diseño se firmaron a través del ferrocarril y su nombre no aparece en los materiales publicitarios del Cincinnatian, a pesar de que fue ella quien los diseñó.

## Punto de vista de la mujer
"No importa cuán exitoso pueda parecer un negocio", dijo, "si aporta el punto de vista de la mujer puede obtener más éxito". Aunque los cambios no fueron suficientes para salvar la industria ferroviaria de pasajeros en Estados Unidos, la perspectiva única de Dennis como mujer viajera con capacitación como ingeniera técnica influyó en la industria de viajes a nivel nacional. 